# 2009年4月臺灣
| << | 2009年4月 （民國98年） | >> |    |    |    |    |
| \| 日 \| 一 \| 二 \| 三 \| 四 \| 五 \| 六 \| \| \| \| \| 1 \| 2 \| 3 \| 4 \| \| 5 \| 6 \| 7 \| 8 \| 9 \| 10 \| 11 \| \| 12 \| 13 \| 14 \| 15 \| 16 \| 17 \| 18 \| \| 19 \| 20 \| 21 \| 22 \| 23 \| 24 \| 25 \| \| 26 \| 27 \| 28 \| 29 \| 30 \| \| \| \| \| \| \| \| \| \| \| |                        |    |    |    |    |    |
| 臺灣新聞動態／維基新聞 |                        |    |    |    |    |    |
| 世界／中国大陆／臺灣 |                        |    |    |    |    |    |
| 日 | 一                     | 二 | 三 | 四 | 五 | 六 |
| |                        |    | 1  | 2  | 3  | 4  |
| 5 | 6                      | 7  | 8  | 9  | 10 | 11 |
| 12 | 13                     | 14 | 15 | 16 | 17 | 18 |
| 19 | 20                     | 21 | 22 | 23 | 24 | 25 |
| 26 | 27                     | 28 | 29 | 30 |    |    |
| |                        |    |    |    |    |    |

## 4月29日
- 保盛豐集團（PEM）涉嫌私募詐騙案，在台灣的幫兇包括渣打銀行、華南金控、安泰銀行、萬泰銀行、台中商銀、永豐香港分行在內，目前確定台灣投資PEM連動債，合計約超過七億美元，折合新台幣約230億元，受害者約1.6萬人。美國證券管理委員會（SEC）控告PEM集團負責人彭日成（Danny Pang）涉嫌證券詐欺，美國法院並已下令凍結彭日成個人與PEM集團資產。彭日成（Danny Pang），已遭美國聯邦調查局（FBI）逮捕，罪名為利用現金交易逃避向聯邦監管機構申報。（页面存档备份，存于）

## 4月26日
- 為因應於墨西哥及美國爆發的豬流感疫情，衛生署疾病管制局發布三級防疫警戒，所有入境旅客必須通過紅外線體溫檢測，自墨西哥返國者出現感冒、發燒症狀一律強制隔離。NOWnews（页面存档备份，存于）
- 第三次江陳會談於南京簽署海峽兩岸共同打擊犯罪及司法互助協議、海峽兩岸空運補充協議、海峽兩岸金融合作協議。

## 4月24日
- 一個來自中國廣東省的25人旅遊團，中午搭乘遊覽車行經台北市信義計畫區的市府轉運站工地附近時，工地一座起重機吊臂從37樓高空墜落並砸中遊覽車尾部，造成3死、2傷。yam天空新聞─中央社１（页面存档备份，存于）２（页面存档备份，存于）中國時報１２（页面存档备份，存于）３自由時報１２３

## 4月23日
- 泛綠要求馬政府在第三次江陳會談必須談成第五航權，以維護臺灣權益，否則會強力抗爭。但官方表示很難談成。臺灣民航界及藍綠政治人物都認為三通納入第五航權對臺灣的航空公司有相當的幫助。自由電子報中央廣播電台[]聯合報（页面存档备份，存于）

## 4月22日
- 立法院內政委員會上午邀請陸委會主委賴幸媛等大陸事務相關官員列席，由於海基會董事長江丙坤未列席，引發民進黨籍立委立委不滿，民進黨籍立委邱議瑩與國民黨籍立委李慶華因此爆發肢體衝突，造成上午議程匆匆散會。yam天空新聞─中央社

## 4月18日
- 37名中國旅客連同領隊搭乘廈門航空瀋陽－松山班機欲來台旅遊，但未申請入台證企圖闖關，移民署拒絕該團入境並將其原機遣返。此次中國團企圖無證入境已為4月第三起。自由時報

## 4月7日
- 《台灣壹週刊》第411期的〈封面故事〉報導，陳水扁在台北看守所寫的第二本書《關不住的聲音》披露，他在總統任內不應辭任民進黨主席，反而應以總統兼民進黨主席的身分做到總統卸任為止以穩定黨內；他也後悔當時提名蔡英文出任民進黨全國不分區立法委員，否則蔡英文不會成為民進黨主席，在蔡英文成為民進黨主席之前從未批評蔡英文的《自由時報》也不必寫社論[1]呼籲民進黨需要「有氣魄、不怕受傷的領導人」[2]。

## 4月6日
- 高雄籍漁船穩發161號於塞席爾群島外海遭海盜挾持，船上共有30名船員，其中兩人為台灣籍。
- 知名歌手阿桑因乳癌病逝於新店慈濟醫院，得年34歲。

## 4月5日
台灣旅日棒球選手陳偉殷在今天初登板，面對的對手是橫濱隊，主投六局一分未失。終場中日隊就以六比零大勝橫濱隊，陳偉殷拿下他在2009年日本職棒球季的第一勝。陳偉殷這場比賽的勝投也是台灣旅外選手的第一勝，後勢看好。

## 4月3日
- 立法院三讀通過地方制度法部分條文修正案，賦予縣市合併升格為直轄市之法源依據。

## 4月2日
- 臺北縣萬里鄉的野柳地質公園岩壁遭中國觀光客刻字留名，用簡體字寫上「中國常州趙根大」、「中國常州盧建中」，趙根大本人已為刻字道歉。自由時報